# Дэвид, Джоанна
Джоа́нна Дэ́вид (англ. Joanna David; род. 17 января 1947, Ланкастер) — английская актриса

, наиболее известная своими ролями в телесериалах «Гордость и предубеждение» (1995), «Сага о Форсайтах» (2002), «Мисс Марпл Агаты Кристи» (1987), «Аббатство Даунтон» (2013).

## Биография
Родилась в городе Ланкастер (графство Ланкашир) в семье Девид-Элизабетты (Несбитт) и Джона Гакинга. Её отец обанкротился и оставил свою жену с тремя детьми, Джоанне тогда было 10 лет. Ей пришлось помогать матери, чтобы содержать семью. Обучалась в Королевской балетной школе и Академии драматического искусства Уэббера Дугласа.
В 1968 году дебютировала на театральной сцене в спектакле «Как важно быть серьёзным». В творчестве Джоанны Дэвид роли в спектаклях «Двенадцатая ночь, или как хотите», «Дядя Ваня» и «Вишневый сад».
В начале 1970-х годов Джоанна начала свою карьеру на телевидении. Первой заметной работой стала роль Элис Монро в мини-сериале «Последний из могикан» 1971 года. С этого времени Джоанна Дэвид снялась более чем в 70 различных сериалах. Среди проектов, в которых она принимала участие, можно отметить такие: «Чувство и чувственность» (1971), «Война и мир» (1972), «Ребекка» (1979), «Анна Каренина» (1985), «Первый среди равных» (1986), «Инспектор Морз» (1992), «Гордость и предубеждение» (1995), «Мисс Марпл Агаты Кристи» (1987), «Инспектор Морс» (1992), «Чисто английские убийства», «Сага о Форсайтах» (2002), «Война Фойла» (2003), «Холодный дом» (2005), «Ты встретишь таинственного незнакомца» (2010), «Аббатство Даунтон» (2013), «Смерть в раю» (2014), «Спасибо за воспоминания» (2018).
В активе Джоанны Дэвид также есть более 30 записей аудиокниг.